# NGC 1870
NGC 1870 (другое обозначение — ESO 56-SC81) — рассеянное скопление в созвездии Золотой Рыбы, расположенное в Большом Магеллановом Облаке. Открыто Джеймсом Данлопом в 1826 году. Описание Дрейера: «яркий, маленький объект круглой формы, немного более яркий в середине». Этот объект входит в число перечисленных в оригинальной редакции «Нового общего каталога».
Возраст скопления составляет, по разным моделям, 60—100 миллионов лет, избыток цвета B−V из-за межзвёздного покраснения составляет 0,14m.